# La vita come viene (romanzo)
La vita come viene (La vie comme elle vient) è un romanzo di Anne-Laure Bondoux del 2004, pubblicato in Italia nel 2009 dalle Edizioni San Paolo.

## La trama
Patty e Maddy sono due sorelle rimaste orfane. Vivono a Parigi, dove Patty, la sorella grande, fa da tutore a Maddy, che invece frequenta le superiori. Le due ragazze sono completamente diverse fra loro: la prima è superficiale, spensierata ma anche molto inaffidabile; la seconda è la classica ragazza beneducata, intelligente, brava a scuola, responsabile, insomma l'esatto opposto di Patty. 
La vicenda si complica quando Maddy scopre che la sorella è stata un fine settimana ad Amsterdam non in vacanza come le ha raccontato lei, bensì in una clinica specializzata per abortire, poiché è incinta. Il suo ragazzo, Luigi, l'ha lasciata per un'altra ragazza. Patty però alla fine decide di non abortire.
Maddy è elettrizzata e al contempo spaventata dalla notizia; Patty infatti non ha intenzione di informare l'assistente sociale perché teme che affiderebbe Maddy o il bambino ad un orfanotrofio.
La scuola nel frattempo è terminata e sono cominciate le vacanze estive. Le due sorelle decidono di passare un mese nella loro casetta nella campagna meridionale della Francia. Maddy nel frattempo ha già cominciato ad attrezzarsi per l'imminente arrivo del bambino, ed è molto più istruita della sorella, che non si è interessata minimamente alla faccenda.
L'incontro di due ragazzi olandesi, alti e biondi, ferma il tempo per due settimane. Quando essi poi devono partire, lo scorrere del tempo ricomincia, lento e ruvido.
Una sera però Patty si sente male: ha la febbre e cominciano a venirle delle forti contrazioni all'addome. Maddy teme il peggio: nonostante manchi ancora più di un mese di gravidanza, ha letto che in alcuni casi i bambini possono nascere prematuramente. In casa non c'è il telefono, e non c'è nessuno a cui rivolgersi nel raggio di cinque chilometri. Maddy però non si lascia prendere dal panico. Sfoglia velocemente le pagine dedicate al parto e si improvvisa ostetrica. Il parto si conclude senza difficoltà, e il bambino è nato.
Nei giorni seguenti le due ragazze si danno i turni a fare le mamme, cosa che si rivela loro molto stressante. Nessuna delle due si azzarda ad andare da un medico o in un ospedale, per paura che l'assistente sociale sia informato del fatto. La mattina della partenza per il ritorno a Parigi, però, Patty non è a casa. Ha lasciato un biglietto a Maddy, con scritto che non ne può più di fare la mamma e che è partita senza una destinazione precisa. Forse tornerà, forse no.
Maddy è disperata e infuriata. Ma la fortuna è dalla sua parte, perché appena prima di partire Luigi arriva alla casetta in cerca di Patty. Tutte le cose che Patty aveva detto su di lui si rivelano false. Lui è ancora innamorato e non ha intenzione di abbandonare suo figlio. Insieme, lei, Luigi e il bambino, partono per Amsterdam dove Maddy crede che sia diretta Patty. La ritrovano poi a casa a Parigi. Maddy non le rivolge la parola, e Patty pian piano si pente del gesto.